# Voorepalu
Koordinaten: 58° 9′ N, 26° 52′ O

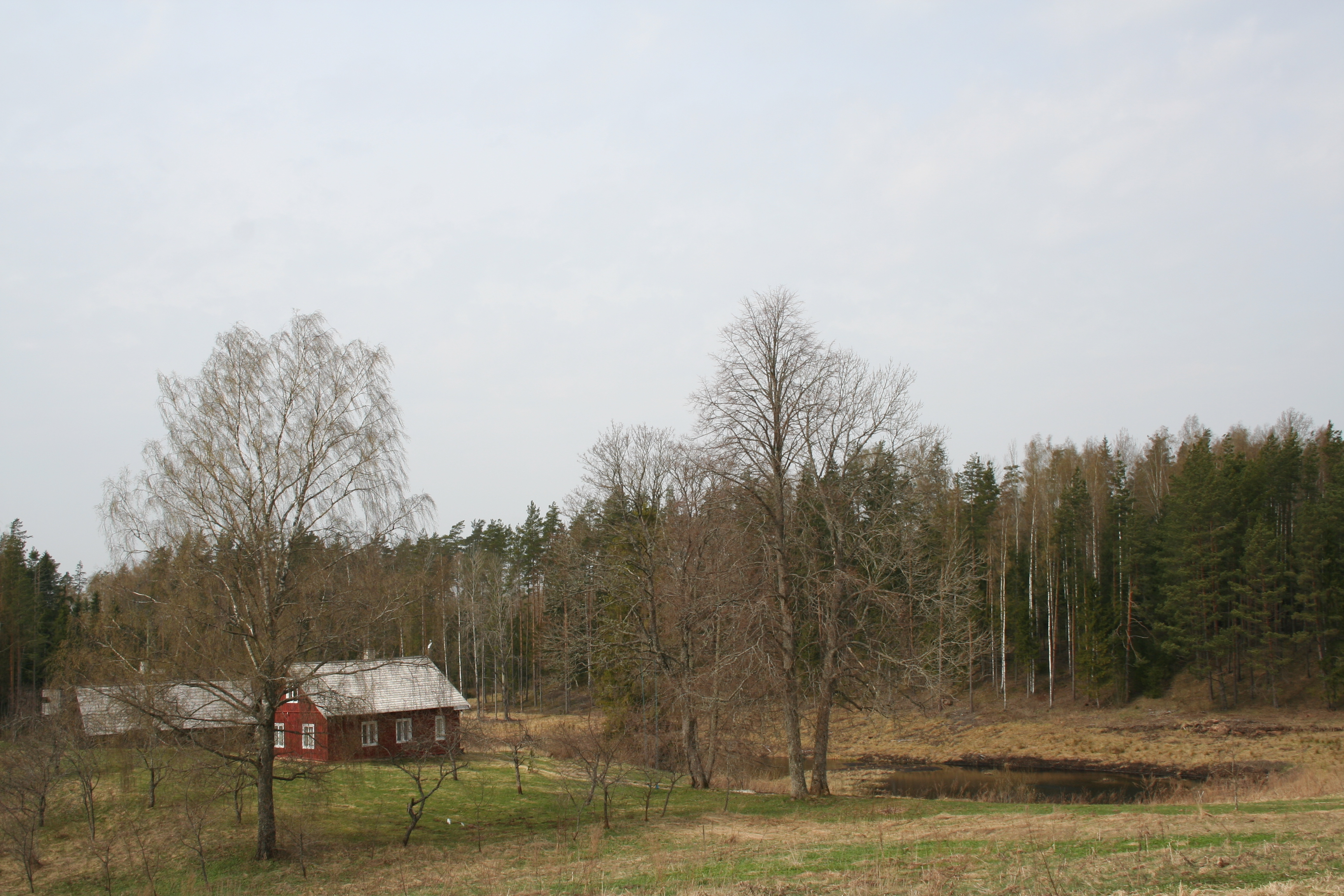
Gehöft in Voorepalu

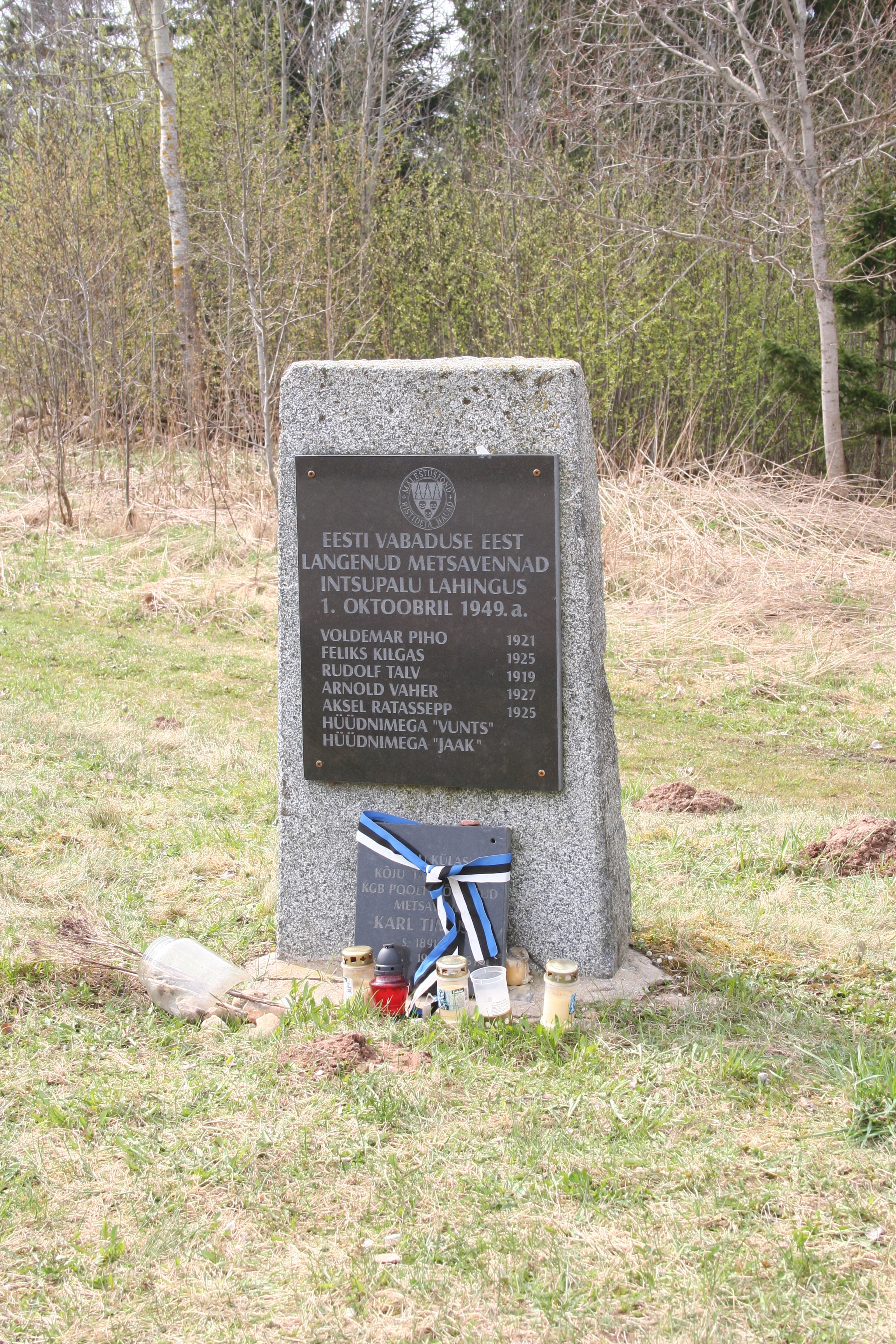
Denkmal für die gefallenen Waldbrüder

Voorepalu ist ein Dorf (estnisch küla) im Südosten Estlands. Es gehört zur Landgemeinde Kanepi (bis 2017 Kõlleste) im Kreis Põlva. Das Dorf hat vierzig Einwohner (Stand 31. Dezember 2011).

## Waldbrüder
Am 1. Oktober 1949 erschossen sowjetische Sicherheitsbehörden sieben estnische Widerstandskämpfer („Waldbrüder“). Sie hatten sich dort in einem Zeltlager versteckt gehalten. Am Ort erinnert ein Gedenkstein an die toten Waldbrüder. Darunter befindet sich ein weiteres Denkmal für den Waldbruder Karl Timusk, der im April 1945 von den Sicherheitsorganen getötet worden war.